# 두무진항
두무진항(頭武津港)은 인천광역시 옹진군 백령면 연화리, 백령도 서북단 해안에 있는 어항이다. 지방어항으로 지정하여 관리하고 있다. 시설관리자는 옹진군수이다.

## 어항 소개
두무진항은 황해도의 서쪽 끝장산곶과 불과 12km 밖에 떨어져 있지 않으며, 수 억년동안 파도에 의하여 이루어진 병풍 같은 깍아지른 듯한 해안절벽과 가지각색의 기암괴석이 솟아 있어 서해의 해금강이라 불린다. 해상관광객들을 위한 유람선들이 운항하고 있다.

## 어항구역
두무진항의 어항구역은 다음과 같다.
- 아래의 ㉮ ㉯지점을 연결한 선내의 해역 (90,000m2)
  - ㉮ : 두무진항 선대암 동측 돌단부 (X:497,745.84, Y:166,398.18), (37˚58′44.65″N, 124˚37′03.15″E)
  - ㉯ : ㉮점에서 S61˚E 방향으로 294m 이동한 지점 (X:497,601.87, Y:166,654.39), (37˚58′40.02″N, 124˚37′13.67″E)
- 어항관련 사업으로 조성된 육역(물량장, 방파제, 선착장 등)
  - 1049-1잡, 1049-18잡, 1049-19잡
  - 국유지 : 5,132m2

## 어항 시설
파제제 및 물양장, 선착장, 오안이 축조되어 있고 물양장 중앙부분에 차도선부두를 겸한 구조물이 있다. 항 입구에는 파도를 막아주는 파제제가 좌우측에 있다.

## 주요 어종
- 멸치, 까나리

## 같이 보기
- 옹진 백령도 두무진 (대한민국의 명승 제8호)